# Mohamed Osman
Mohamed Osman (arab. عمر جهاد السومة; ur. 1 stycznia 1994 w Al-Kamiszli) – syryjski piłkarz grający na pozycji ofensywnego pomocnika. Od 2018 jest zawodnikiem klubu Heracles Almelo.

## Kariera piłkarska
Swoją karierę piłkarską Osman rozpoczął w klubie DVV. W 2008 roku podjął treningi w juniorach SBV Vitesse. W 2015 roku stał się członkiem pierwszego zespołu Vitesse. 14 sierpnia 2015 zadebiutował w nim w Eredivisie w wygranym 3:0 domowym meczu z Rodą JC Kerkrade. W Vitesse grał przez dwa lata i wystąpił w nim w 4 ligowych meczach.
Latem 2017 Osman przeszedł do grającego w Eerste divisie, SC Telstar. W nim swój debiut zaliczył 12 września 2017 w zremisowanym 2:2 wyjazdowym meczu z Jong AZ Alkmaar. W Telstarze grał przez pół roku.
Na początku 2018 roku Osman został zawodnikiem Heraclesa Almelo. Swój debiut w nim zanotował 10 lutego 2018 w zwycięskim 1:0 domowym meczu z Willemem II.
| Sezon   | Klub            | Kraj     | Rozgrywki      | Mecze | Gole |
| ------- | --------------- | -------- | -------------- | ----- | ---- |
| 2015/16 | SBV Vitesse     | Holandia | Eredivisie     | 1     | 0    |
| 2016/17 | SBV Vitesse     | Holandia | Eredivisie     | 3     | 0    |
| 2017/18 | SC Telstar      | Holandia | Eerste divisie | 19    | 7    |
| 2017/18 | Heracles Almelo | Holandia | Eredivisie     | 5     | 0    |

## Kariera reprezentacyjna
W reprezentacji Syrii Osman zadebiutował 6 września 2018 w zremisowanym 1:1 towarzyskim meczu z Uzbekistanem. W 2019 roku powołano go do kadry na Puchar Azji.